# Kara-Kara-Nationalpark
Der Kara-Kara-Nationalpark, früher St.-Arnaud-Range-Nationalpark ist ein Nationalpark im Zentrum des australischen Bundesstaates Victoria, 190 km nordwestlich von Melbourne und 30 km südlich von St. Arnaud. 

## Flora und Fauna
Die St. Arnaud Range ist mit dichtem, aber auch lockerem, trockenen Eukalyptuswald bewachsen. Besonders erwähnenswert sind die alten, hohen Bäume, die Nisthöhlen für viele Vogelarten bieten, so z. B. die Jägerlieste und der Pennantsittich, aber auch für die Gelbfuß-Beutelmaus und den Kurzkopfgleitbeutler.

## Geschichte
Von der Besiedlung des späteren Parkgeländes durch Aborigines künden noch heute gekerbte Bäume und Steinartefakte. Genaueres über deren Leben dort ist aber nicht bekannt.
In den 1840er-Jahren kamen die ersten europäischen Siedler und nutzten das Gebiet als Weideland für ihre Schafherden. Auch als Quelle für Bauholz musste das Land herhalten. Die landwirtschaftliche Nutzung wurde bis 1995 fortgesetzt.
Um 1860 kamen Goldsucher, aber es fand sich nur einiges oberflächliches Gold in Wasserläufen und flachen Stollen. Die Überreste der Schürftätigkeit sind heute noch im Park zu sehen.
1900 begann man mit der Anlage der Teddington-Stauseen. Zunächst entstand ein See für die Trinkwasserversorgung von St. Arnaud. 1929 kam ein zweiter Stausee dazu. 1947 verloren die Seen ihre Bedeutung für die Wasserversorgung der Mittelstadt und dienen seither nur noch zur Versorgung der in unmittelbarer Nähe gelegenen Kleinstadt Stuart Mill mit Trink- und landwirtschaftlich genutztem Wasser.
Das Gebiet wurde erst 2002 von der Staatsregierung von Victoria zum Nationalpark erklärt und umfasst 13.900 ha. Dort sind der frühere Kara Kara State Park und der größte Teil des St Arnaud Range State Forest zusammengefasst.